# B-PROJECT
《B-PROJECT》（日語：ビー・プロジェクト）是由MAGES.負責的虛擬偶像計劃，簡稱為「B-Pro」。總合製作人由西川貴教擔任，企劃及原作由志倉千代丸負責，而人物設定則是由雪廣歌子負責。 
2015年9月，B-PROJECT正式開始。電視動畫「B-PROJECT～鼓動＊Ambitious～（B-PROJECT〜鼓動*アンビシャス〜）」於2016年7月播放。遊戲預定於2016年年底配信，2017年初開放登錄。
電視動畫第二季「B-PROJECT～絶頂＊Emotion～」於2019年1月11日開始播放。動畫第三季「B-PROJECT～熱烈*Lovecall～」於2023年10月2日開始播放。

## 登場人物

### 主人公
澄空翼（聲：金元壽子(第1季) / 瀨戶麻沙美(第2季、第3季)）
動畫的女主角。擔任B-PROJECT的A&R，聽力很好，能從音樂中聽出別人聽不到的小細節。很细心，深得團員們的喜爱。
被GANDARA MUSIC社長從CD店挖掘過來。
偶爾會稍微慢半拍，但非常細心照顧及關心每一位成員。

### キタコレ
北門倫毘沙（聲：小野大輔）
生日：3月29日，身高/體重：180cm/61kg，血型：AB
含著金湯匙出生的少爺，家裡是開醫院。
個性如外表，是個完美的王子。很溫柔，是個浪漫主義者，喜歡星座和手相占卜，房間裡也有擺放著天象儀與望遠鏡。
溫柔的浪漫主義者，典型的富裕家庭中培育的王子大人類型。
溫厚且靈敏，但也有一般常識少的一面。
與是國龍持在很小時候就認識，進入養成所認識B-PRO其他成員。
是國龍持（聲：岸尾大輔）
生日：11月11日，身高/體重：165cm/47kg，血型：B
與北門倫毘沙從小認識。有著不好對付、擅長撒嬌的小惡魔氣質。
從外表上看會誤認為是女性。小時候常被母親作為女裝模特兒。
喜歡甜食，特別愛吃棒棒糖。擅長做衣服，手工藝。
家中父親是隱退演員，姊姊是髮型設計師。
第一季第五集因為父親的醜聞被記者追問下不慎摔下樓梯造成短暫失憶年齡回到7歲。

### THRIVE
金城剛士（聲：豐永利行）
生日：7月4日，身高/體重：171cm/53kg，血型：O
19歲，歸國子女。
因為對音樂的拘泥非常強，有著頑固而沒有協調性的一面。
擅長吉他和英語。
時常跟愛染健十意見不合差點吵起來。
第六集與百太郎的互動，突顯出性格溫柔與害怕靈異的一面；第八集害怕靈異的一面更加凸顯。
阿修悠太（聲：花江夏樹）
生日：12月24日，身高/體重：175cm/56kg，血型：AB
17歲，THRIVE當中年紀最小。
天真浪漫。溫柔而我行我素的治愈系。
社交方面對誰都能成為朋友。
跟キタコレ是國龍持非常要好。
每當愛染健十跟金城剛士吵起來總會跳出來當和事佬。但也有著冒失的一面。
據說生氣起來十分可怕。
有時會展現出領導才能，但本人渾然不知。
愛染健十（聲：加藤和樹）
生日：8月30日，身高/體重：181cm/62kg，血型：B
20歲，THRIVE當中年紀最大。自尊心強，自我陶醉，溫柔且浪漫。
對女性很友好，軟派的性格，用女性的口吻打招呼。
經常注意額前瀏海。

### MooNs
增長和南（聲：上村祐翔）
生日：2月23日，身高/體重：176cm/55kg，血型：O
是個努力家和完美主義者。善良溫厚，又有協調性的優等生。
在隊伍中多扮演著協調者的身份。
但似乎對北門有著自卑心。
音濟百太郎（聲：柿原徹也）
生日：9月22日，身高/體重：169cm/51kg，血型：AB，異色瞳，右眼為紅色，左眼為藍色。
都市長大的面癱型男孩。因為缺乏感情表現而容易被誤解。
忠實堅守約定的耿直的性格。有第六感，偶爾會有奇怪的發言。
與釋村帝人非常友好。被王茶利暉呼為[小P]
王茶利暉（聲：森久保祥太郎）
生日：5月9日，身高/體重：177cm/57kg，血型：O
服務精神旺盛的氣氛製造者，交流能力強。
有著樂天開朗的一面，也有著沒什麼危機感的一面。
第五集突然被護士問身體情況，似乎有隱瞞病情；第七集時得知身患不治之症，需要吃藥治療。
與野目龍廣以前就認識。
野目龍廣（聲：大河元氣）
生日：1月11日，身高/體重：179cm/60kg，血型：A
認真、重情義的純情好青年。
有著對女性招架不住，怕生的一面。
運動神經好，尤其擅長武打方面。
與王茶利暉以前就認識。
釋村帝人（聲：增田俊樹）
生日：1月25日，身高/體重：177cm/57kg，血型：A
掌握要領的知性派，但其本性格外喜歡二次元。尤其沉迷於“魔女瑪米林”，但工作中會隱藏這個事實。

### KiLLER KiNG
動畫一期第五集在是國龍持回憶中登場，動畫二期第一集正式登場。
寺光唯月（聲：西山宏太朗）
生日：4月9日，身高/體重：172cm/55kg，血型：A

遙日的混血雙胞胎哥哥。帶有文靜而神秘的氛圍。美麗的臉蛋帶點複雜。

寺光遙日（聲：八代拓）
生日：4月9日，身高/體重：173cm/58kg，血型：O

唯月的混血雙胞胎弟弟。和哥哥唯月完全相反，性格開朗，喜歡引人注目。
喜歡自己的事情，但更喜歡哥哥的事情。

不動明謙（聲：千葉翔也）
生日：10月30日，身高/體重：165cm/49kg，血型：O

一想到就馬上去做的行動派。總之是積極帶領大家、隊長般的存在。
有著可愛的外表，但是很有男子氣概。
和彌勒是兒時玩伴。

殿彌勒（聲：江口拓也）
生日：5月16日，身高/體重：181cm/65kg，血型：B

有著天才般的容貌和出色的運動神經、天生帶有偶像氣質。
有著下定決心的事就會貫徹到底的意志力、以業界第一為目標。
過於愛好肌肉，在這方面顯得有些愚昧。

### 動畫登場人物
夜叉丸朔太郎（聲：鳥海浩輔）
生日:11月19日
GANDARA MUSIC的董事，非常照顧澄空翼。
在第四集搞錯進場時間讓澄空翼背了一整集的鍋。
事後想請小翼吃東西表示歉意，由於女主表示沒關係被其他成員坑去吃燒肉。
名字似乎不是本名。
因妹妹的關係而憎恨小翼，以B-PRO作為利用的工具對付小翼。
大黑篤志（聲：興津和幸）
キタコレ及MooNs所屬的中堅事務所「大黑製作」的社長。
大黑修二（聲：浪川大輔）
篤志的弟弟，同時是THRIVE及KiLLER KiNG所屬的新興事務所「勇敢娛樂」的社長。

## 電視動畫
以「B-PROJECT～鼓動＊Ambitious～」為題，於2016年7月由TOKYO MX、ABC、CBC電視台、群馬電視台、栃木電視台及BS11等電視台播放。
第二季以「B-PROJECT～絕頂＊Emotion～」為題，於2019年1月由TOKYO MX、群馬電視台、栃木電視台、BS11 及ABC等電視台放送。
2020年11月21日宣布動畫第3期《B-PROJECT～熱烈＊Love Call～》製作決定，於2023年10月2日放送。

### 製作人員
|            | 第1期 鼓動*Ambitious                                                                         | 第2期 絶頂*Emotion                                                                           | 第3期 熱烈*Love Call                                                                         |
| ---------- | -------------------------------------------------------------------------------------------- | -------------------------------------------------------------------------------------------- | -------------------------------------------------------------------------------------------- |
| 原作       | 「B-PROJECT」（MAGES.） - 綜合製作人：西川貴教 - 企画・原作：志倉千代丸 - 原作插畫：雪廣歌子 | 「B-PROJECT」（MAGES.） - 綜合製作人：西川貴教 - 企画・原作：志倉千代丸 - 原作插畫：雪廣歌子 | 「B-PROJECT」（MAGES.） - 綜合製作人：西川貴教 - 企画・原作：志倉千代丸 - 原作插畫：雪廣歌子 |
| 導演       | 菅沼榮治                                                                                     | 森脇真琴                                                                                     | 武田睦海                                                                                     |
| 副導演     | 佐藤陽                                                                                       | 不適用                                                                                       | 不適用                                                                                       |
| 系列構成   | MAGES.                                                                                       | MAGES.                                                                                       | MAGES.                                                                                       |
| 系列構成   | 赤尾凸                                                                                       | 大島望                                                                                       | 小中綺良                                                                                     |
| 人物設定   | 川村敏江                                                                                     | 原由美子                                                                                     | 岩佐智子                                                                                     |
| 美術設定   | 中島美佳                                                                                     | 不適用                                                                                       | 外谷惠美                                                                                     |
| 美術監督   | 小野智廣                                                                                     |                                                                                              | 福島孝喜                                                                                     |
| 色彩設計   |                                                                                              | 上村修司                                                                                     | 齊藤麻記                                                                                     |
| CG導演     | 不適用                                                                                       | 町田政彌                                                                                     | 河原真明                                                                                     |
| CG制作     | 不適用                                                                                       | 多玩國                                                                                       | LandQ Studios、MOZOO                                                                         |
| 攝影監督   | 高橋賢司                                                                                     | 千葉洋之                                                                                     | 鯨井亮                                                                                       |
| 剪輯       | 長坂智樹                                                                                     | 柳圭介                                                                                       | 石井亞美                                                                                     |
| 音響監督   |                                                                                              | 田中亮                                                                                       | 菊田浩巳                                                                                     |
| 音樂       | 中山真斗                                                                                     | 中西亮輔                                                                                     | 宮原康平                                                                                     |
| 主要製片人 | 不適用                                                                                       | 河合秀典                                                                                     | 河合秀典                                                                                     |
| 主要製片人 | 不適用                                                                                       | 横山朱子                                                                                     | 小柳路子、田中翔                                                                             |
| 製片人     | 宮地悠                                                                                       | 宮地悠                                                                                       | 宮地悠                                                                                       |
| 製片人     | 横山朱子                                                                                     | 奈良駿介、關山晃弘                                                                           | 根本侑果、立野智弘 賀佐世華、富原大稀 河内山隆、久保田曉 飯塚彩                              |
| 動畫製片人 | 工藤博                                                                                       | 不適用                                                                                       | 不適用                                                                                       |
| 動畫製作   | A-1 Pictures                                                                                 | BN Pictures                                                                                  | 旭Production                                                                                 |
| 製作       | Team B-PRO                                                                                   | Team B-PRO2                                                                                  | Team B-PRO3                                                                                  |

### 主題曲
第一季
片頭曲「鼓動＊Ambitious」
作詞：西川貴教，作曲：志倉千代丸，編曲：千原弘嗣，主唱：B-PROJECT（キタコレ、THRIVE、MooNs）
片尾曲「星與月的句子」
作詞：西川貴教，作曲：志倉千代丸，編曲：baker，主唱：キタコレ
第二季
片頭曲「絕頂＊Emotion」
作詞、作曲：志倉千代丸，編曲：悠木真一，主唱：B-PROJECT（キタコレ、THRIVE、MooNs、KiLLER KiNG）
片尾曲「光與影的時刻」
作詞、作曲：志倉千代丸，編曲：久下真音
主唱：B-PROJECT(第一集、第八集、第十一集)，KiLLER KiNG(第二集、第九集)，MooNs(第三集、第六集)，キタコレ(第四集、第七集)，THRIVE(第五集、第十集)
第三季
片頭曲「熱烈＊Love Call」
作詞、作曲：志倉千代丸，編曲：BigBoom，主唱：B-PROJECT（キタコレ、THRIVE、MooNs、KiLLER KiNG）
片尾曲
「Cinematic」（第1—2、9、12話）
作詞、作曲、編曲：木村有希
主唱：B-PROJECT
「Miracles」（第3話）
作詞、作曲、編曲：木村有希
主唱：（小野大輔、岸尾大輔）
「Unknown Dimension」（第4話）
作詞、作曲、編曲：野村勇輔
主唱：KiLLER KiNG（西山宏太朗、八代拓、千葉翔也、江口拓也）
「BEAST」（第5話）
作詞、作曲、編曲：玉木千尋
主唱：THRIVE（豐永利行、花江夏樹、加藤和樹）
（第6話）
作詞、作曲：，編曲：賀佐泰洋
主唱：MooNs（上村祐翔、柿原徹也、森久保祥太郎、大河元氣、增田俊樹）
「Desire」（第7話）
作詞、作曲、編曲：高橋修平
主唱：（畠中祐、伊東健人）
「Never Back Down」（第8話）
作詞、作曲、編曲：千葉"naotyu-"直樹
主唱：＆MooNs（小野大輔、岸尾大輔、上村祐翔、柿原徹也、森久保祥太郎、大河元氣、增田俊樹）
「Let's Get The Party Started」（第10話）
作詞：，作曲：、加藤祐平，編曲：加藤祐平
主唱：THRIVE＆KiLLER KiNG（豐永利行、花江夏樹、加藤和樹、西山宏太朗、八代拓、千葉翔也、江口拓也）
「Update」（第11話）
作詞、作曲、編曲：中里亮介
主唱：（畠中祐、伊東健人）

### 插入曲
第一季
「[星與月的句子] 错误：{{Lang}}：无效参数：|3=（帮助）」（第1話）
作詞：西川貴教，作曲：志倉千代丸，編曲：baker，主唱：キタコレ
「Starlight」（第2、4話）
作詞、作曲、編曲：千原弘嗣，主唱：THRIVE
「POWER」（第3、4話）
作詞、作曲、編曲 田中俊亮，主唱：MooNs
（第5話）
作詞：MIKOTO，作曲：松野恭平，編曲：久下真音，主唱：キタコレ
「magic JOKER」（第6話）
作詞：辻純更，作曲、編曲：上野圭市，主唱：音濟百太郎（柿原徹也）
「Harmony」（第7話）
作詞：佐々木恵梨，作曲・編曲：内田智之，主唱：王茶利暉（森久保祥太郎）、野目龍広（大河元気）
「Color of Heart」（第8話）
作詞：内田ましろ，作曲：落合崇史，編曲：悠木真一，主唱：増長和南（上村祐翔）
（第8、10、12話）
作詞、作曲：志倉千代丸，編曲：千原弘嗣，主唱：B-PROJECT
「LOVE IN SECRET × SEXT NIGHT」（第9話）
作詞：吉田詩織，作曲、編曲：上野圭市，主唱：愛染健十（加藤和樹）
「Run and Gun」（第11話）
作詞：Yama-Chang，作曲、編曲：ⓐdany，主唱：金城剛士（豐永利行）
（第12話）
作詞：西川貴教，作曲：志倉千代丸，編曲：千原弘嗣，主唱：B-PROJECT
第二季
（第1話）
作詞：西川貴教，作曲：志倉千代丸，編曲：千原弘嗣，主唱：B-PROJECT
（第1話）
作詞／作曲／編曲：森谷貴晴，主唱：KiLLER KiNG
（第2話）
作詞：コツキミヤ，作曲、編曲：流歌，主唱：THRIVE & KiLLER KiNG
（第4話）
作詞／作曲／編曲：千葉"naotyu-"直樹，主唱：キタコレ
（第5話）
作詞：青Yりんご，作曲：小野貴光，編曲：悠木真一，主唱：THRIVE
（第6話）
作詞：高瀬愛虹，作曲／編曲：no_my，主唱：MooNs
（第7話）
作詞：石井桃理，作曲：HaTo，編曲：悠木真一，主唱：キタコレ＆MooNs
（第10話）
作詞：endenmeiteng，作曲：no_my，編曲：久下真音，主唱：KiLLER KiNG
（第12話）
作詞／作曲：志倉千代丸，編曲：悠木真一，主唱：B-PROJECT
第三季
（第12話）
作詞、作曲：志倉千代丸，編曲：BigBoom，主唱：B-PROJECT

### 各話列表
| 話數   | 日文標題           | 中文標題         | 劇本                | 分鏡                   | 演出                            | 作畫監督 | 總作畫監督                 |
| 第1季  | 第1季              | 第1季            | 第1季               | 第1季                  | 第1季                           | 第1季 | 第1季                      |
| ------ | ------------------ | ---------------- | ------------------- | ---------------------- | ------------------------------- | --- | -------------------------- |
| 第1話  | BOYS MEET GIRL     | 當男孩遇見女孩   | 赤尾凸              | 菅沼榮治               | 淺見松雄                        | 平野繪美、仁井學、岡崎洋美 川村敏江、荒川繪里花                                                                                   | 川村敏江 平野繪美          |
| 第2話  | BAD END            | 惡果也不錯       | 赤尾凸              | 佐藤陽                 | 高藤聰                          | 杉本幸子、梅津茜、北條直明 | 川村敏江 平野繪美 岡崎洋美 |
| 第3話  | BRILLIANT          | 閃耀前進吧☆      | 赤尾凸              | 大野和壽 菅沼榮治      | 畠山茂樹                        | 池原百合子、宇都木勇、飯塚葉子 奥野倫史                                                                                           | 川村敏江 平野繪美 岡崎洋美 |
| 第4話  | BREAK OUT STAR     | 偶像爆發         | 伊福部崇            | 許平康 佐藤陽 菅沼榮治 | 山本貴之                        | 山田英子、大木比呂、吉田巧介 飯飼一幸、北條直明、岡崎伸浩 仁井學、荒川繪里花、空流邊廣子                                          | 川村敏江 平野繪美 岡崎洋美 |
| 第5話  | BACK TO THE BABY   | 回到孩兒時       | 赤尾凸              | 渡部周                 | 渡部周                          | 桐谷真咲、挽本敦子、坂友加里 | 川村敏江 平野繪美 岡崎洋美 |
| 第6話  | SIX SENSE BLADE    | 第六感之刀       | 伊福部崇            | 大塚隆史               | 高藤聰                          | 杉本幸子、梅津茜、鵜池一馬 | 川村敏江 平野繪美 岡崎洋美 |
| 第7話  | BULLET             | 內心的圓點       | 香村純子            | 髙橋英俊               | 畠山茂樹                        | 宇都木勇、飯飼一幸、飯塚葉子 奥野倫史、武本大介、森悅史 池原百合子                                                                | 川村敏江 平野繪美 岡崎洋美 |
| 第8話  | BYE-BYE YESTERDAY  | 再見昨日         | 赤尾凸              | 石井久志               | 淺見松雄                        | 北條直明、仁井學、荒川繪里花 | 川村敏江 平野繪美 岡崎洋美 |
| 第9話  | PLAY BOY           | 多情的花花公子   | 伊福部崇            | 細川秀樹               | 高田雅博                        | 高乘陽子、阿部弘樹、柳瀨讓二 飯塚葉子、櫻井木之實                                                                                 | 川村敏江 平野繪美 岡崎洋美 |
| 第10話 | BIRTHDAY           | 生日             | 香村純子            | 許平康                 | 小野田雄亮                      | 杉本幸子、梅津茜、鴉池一馬 | 川村敏江 平野繪美 岡崎洋美 |
| 第11話 | BEYOND YOU         | 除了妳以外       | 伊福部崇            | 黑瀨大輔               | 小林仁康                        | 森悦史、飯塚葉子、奥野倫史 池原百合子、飯飼一幸、宇都木勇                                                                         | 川村敏江 平野繪美 岡崎洋美 |
| 第12話 | BOYS BE AMBITIOUS! | 男孩子要有野心！ | 赤尾凸              | 福田道生 石井久志      | 淺見松雄 高藤聰 佐藤陽 菅沼榮治 | 北條直明、荒川繪里花、仁井學 梅津茜、杉本幸子、岡崎洋美 平野繪美、川村敏江                                                        | 川村敏江 平野繪美 岡崎洋美 |
| 第2季  |                    |                  |                     |                        |                                 | |                            |
| 第1話  | BRAND NEW WORLD    | 嶄新的世界       | 中田加奈子          | 森脇真琴               | 宇根信也                        | 西尾公伯 | 川島尚、原由美子           |
| 第2話  | DIE HARD           | 忠於表演         | 戶隱三子            | 島崎奈々子             | 島崎奈々子                      | 早乙女 啓、長友望己 | 安田京弘                   |
| 第3話  | PARTY NIGHT        | 派對之夜         | 大島のそむ          | 高林久弥               | 松井仁之                        | 丸山大勝 | 川島 尚                    |
| 第4話  | TWO IS ONE         | 兩人一體         | 吉田香織            | 辻橋綾佳               | 辻橋綾佳                        | 米山浩平、尾崎正幸 | 安田京弘、原由美子         |
| 第5話  | KICK OFF           | 開球             | 中田加奈子          | 林嘉姬                 | 南康宏 松井仁之                 | 有我洋美、吉田和香子 一瀨結梨、上野泰寬                                                                                           | 川島 尚                    |
| 第6話  | MOVING ON          | 繼續前進         | 森江美咲            | 宇根信也               | 宇根信也                        | 清水惠蔵、山本径子、安齋佳惠 鈴木伸一、野上慎也、永井泰平 那須野 文、LEE DUK HO、桝井一平                                         | 安田京弘、原由美子         |
| 第7話  | MIRROR COMPLEX     | 鏡子情結         | 戶隱三子            | 宮崎なぎさ             | 鳥羽聡                          | 江森真理子、高橋敦子、早乙女啟 | 川島尚、原由美子、安田京弘 |
| 第8話  | TRUE THING         | 真相             | 中田加奈子          | 島崎奈々子             | 板橋真                          | 高倉香惠、中本 尚、上野泰寬 | 吉田和香子、原由美子       |
| 第9話  | SUMMER CAMP        | 夏令營           | 森江美咲            | 辻橋綾佳               | 辻橋綾佳                        | 丸山大勝 | 川島 尚                    |
| 第10話 | BRAVE ACTION       | 英勇行動         | 吉田香織            | 松井仁之               | 松井仁之                        | 尾崎正幸、米山浩平、一ノ瀬結梨 | 安田京弘                   |
| 第11話 | TRAP AGAIN         | 陰謀再現         | 戶隱三子 大島のそむ | 宇根信也               | 佐藤まさふみ                    | 橋口隼人、皆川愛香利、長友望己 吉開順子、島村秀一、松岡未沙、一ノ瀬結梨 高倉香惠、小川玖理周、中村沙由貴                          | 川島 尚                    |
| 第12話 | CLIMAX EMOTION     | 絕頂Emotion      | 大島のそむ          | 森脇真琴               | 森脇真琴 松井仁之               | 上野泰寬、尾崎正幸、中本 尚 吉田和香子、高倉香惠、原由美子                                                                        | 安田京弘                   |
| 第3季  |                    |                  |                     |                        |                                 | |                            |
| 第1話  | BIG WAVE           | 大浪             | 小中綺良            | 上田繁                 | 菊川孝二                        | 高乘陽子、島崎克實、久保山陽子 櫻井木之實、藤井文乃                                                                               | 不適用                     |
| 第2話  | POSE A PROBLEM     | 引發問題         | 小中綺良            | 鈴木理人               | 矢野孝典                        | 佐藤惠美、富山大輔、服部益實 宍戶久美子、加藤真人、鄧小冰                                                                         | 不適用                     |
| 第3話  | MESS UP            | 出包             | 江夏由結、小中綺良  | 森葵                   | 黑田晃一郎                      | 松下純子、青木真理子、富山大輔 南伸一郎、大野勉、服部憲知 櫻井木之實、高乘陽子、久保山陽子 藤井文乃、島崎克實、山崎理璃花、鄧小冰 | 不適用                     |
| 第4話  | ONESELF            | 自己             | 吉田香織            | 鈴木理人               | 矢野孝典                        | 久保山陽子、山崎理璃花、服部益實 島崎克實、松下清志、宍戶久美子 佐藤惠美、大野勉、Jumondou Wuxi One Order                         | 不適用                     |
| 第5話  | CHEMICAL CHANGE    | 化學反應         | 森江美咲            | 森葵                   | 內堀雅人                        | 拉普拉斯動畫、One Order 日影工房、育鬆動畫製作有限公司 Radplus、光之園動畫                                                        | 不適用                     |
| 第6話  | THE GOAL           | 目標             | 吉田香織            | 鈴木理人               | 菊川孝司                        | 高乘陽子、島崎克實、櫻井木之實 藤井文乃、服部益實、南伸一郎 Jumondou Seoul                                                        | 不適用                     |
| 第7話  | EACH OTHER         | 彼此             | 江夏由結            | 森葵                   | 大塚隆寬                        | 飯飼一幸、佐藤惠美、富山大輔 宍戶久美子、松下清志                                                                                 | 不適用                     |
| 第8話  | FELLOWSHIP         | 友誼             | 森江美咲            | 鈴木理人               |                                 | 富山大輔、青木真理子、久保山陽子 大野勉、服部益實、河原久美子 南伸一郎、島崎克實 拉普拉斯動畫、STUDIO CL                          | 不適用                     |
| 第9話  | CONFLICT           | 衝突             | 小中綺良            | 森葵                   | 吉川孝司、高田真宏              | 高乘陽子、藤井文乃、櫻井木之實 南伸一郎、飯飼一幸、STUDIO CL、十文字                                                              | 不適用                     |
| 第10話 | HARMOUNIOUSNESS    | 和諧             | 吉田香織            | 鈴木理人               | 菊川孝司                        | 藤井文乃、服部益實、飯飼一幸 山崎理璃花、STUDIO CL、十文字、武游                                                                  | 不適用                     |
| 第11話 | LACK SOMETHING     | 少了什麼         | 森江美咲            | 森葵                   | 黑田晃一郎                      | 久保山陽子、島崎克實、松下清志 大野勉、Jumondou Wuxi、光之園動畫                                                                  | 不適用                     |
| 第12話 | LOVE CALL          | 愛情呼喚         | 小中綺良            | 上田繁                 | 上田繁                          | 飯飼一幸、佐藤惠美、富山大輔 宍戶久美子、松下清志、高乘陽子、光之園動畫                                                           | 不適用                     |

### 播放電視台
日本深夜動畫：下文記載的日本国内播放時間使用日本標準時間（UTC+9）表示。因為部分時間标识會採用30小时制，因此請留意这类超过24:00的时间，其實際播放時間為翌日清晨。
| 播放地區   | 播放電視台 | 播放日期              | 播放時間（UTC+9）                     | 備註                   |
| ---------- | ---------- | --------------------- | ------------------------------------- | ---------------------- |
| 東京都     | TOKYO MX   | 2016年7月3日－9月25日 | 星期日 0時30分－1時00分（星期六深夜） |                        |
| 群馬縣     | 群馬電視台 | 2016年7月3日－9月25日 | 星期日 0時30分－1時00分（星期六深夜） |                        |
| 栃木縣     | 栃木電視台 | 2016年7月3日－9月25日 | 星期日 0時30分－1時00分（星期六深夜） |                        |
| 日本全國   | BS11       | 2016年7月3日－9月25日 | 星期日 0時30分－1時00分（星期六深夜） | BS播放／「ANIME+」節目 |
| 近畿廣域圈 | ABC電視台  | 2016年7月3日－9月25日 | 星期日 2時15分－2時45分（星期六深夜） |                        |
| 中京廣域圈 | CBC電視台  | 2016年7月7日－9月29日 | 星期四 2時52分－3時22分（星期三深夜） |                        |
| 日本全國   | Animax     | 2016年8月18日－       | 星期四 10時－10時30分                 |                        |

### BD / DVD
| 卷    | 發售日         | 收錄話         | 規格編號      | 規格編號      |
| 卷    | 發售日         | 收錄話         | BD限定版      | DVD限定版     |
| 第1季 | 第1季          | 第1季          | 第1季         | 第1季         |
| ----- | -------------- | -------------- | ------------- | ------------- |
| 1     | 2016年8月31日  | 第1話－第2話   | ANZX-12401〜3 | ANZB-12401〜3 |
| 2     | 2016年9月28日  | 第3話－第4話   | ANZX-12404/5  | ANZB-12404/5  |
| 3     | 2016年10月26日 | 第5話－第6話   | ANZX-12406/7  | ANZB-12406/7  |
| 4     | 2016年11月30日 | 第7話－第8話   | ANZX-12408/9  | ANZB-12408/9  |
| 5     | 2016年12月28日 | 第9話－第10話  | ANZX-12410/1  | ANZB-12410/1  |
| 6     | 2017年1月25日  | 第11話－第12話 | ANZX-12412/3  | ANZB-12412/3  |
| 第2季 |                |                |               |               |
| 1     | 2019年3月27日  | 第1話－第2話   | ANZX-14281/2  | ANZB-14281/2  |
| 2     | 2019年4月24日  | 第3話－第4話   | ANZX-14283/4  | ANZB-14283/4  |
| 3     | 2019年5月29日  | 第5話－第6話   | ANZX-14285/6  | ANZB-14285/6  |
| 4     | 2019年6月26日  | 第7話－第8話   | ANZX-14287/8  | ANZB-14287/8  |
| 5     | 2019年7月24日  | 第9話－第10話  | ANZX-14289/90 | ANZB-14289/90 |
| 6     | 2019年8月28日  | 第11話－第12話 | ANZX-14291/2  | ANZB-14291/2  |

### CD
| 發售日         | 標題 / 曲目 | 演出                                              | 規格                                        |
| -------------- | --- | ------------------------------------------------- | ------------------------------------------- |
| 2015年9月11日  | 永久パラダイス 1. 永久パラダイス | B-PROJECT（キタコレ・THRIVE・MooNs）              | iTunes                                      |
| 2015年11月25日 | 恋セヨ乙女 1. 恋セヨ乙女 2. Karma 3. 永久パラダイス -キタコレ Ver.- 4. キタコレ シークレットトーク | キタコレ                                          | FVCG-1359                                   |
| 2015年11月25日 | dreaming time 1. dreaming time 2. LOVE ADDICTION 3. 永久パラダイス -THRIVE Ver.- 4. THRIVE シークレットトーク | THRIVE                                            | FVCG-1360                                   |
| 2015年11月25日 | Glory Upper 1. Glory Upper 2. Over the Rainbow 3. 永久パラダイス -MooNs Ver.- 4. MooNs シークレットトーク | MooNs                                             | FVCG-1361                                   |
| 2016年3月26日  | キラキラスマイル 1. キラキラスマイル 2. 極上フィクション 3. KiLLER KiNG シークレットトーク | KiLLER KiNG                                       | FVCG-1370                                   |
| 2016年3月26日  | Maybe Love 1. Maybe Love 2. 3･2･1 JUMP!! 3. Maybe Love -off vocal- 4. 3･2･1 JUMP!! -off vocal- | THRIVE                                            | FVCG-1371                                   |
| 2016年4月6日   | Mysterious Kiss 1. Mysterious Kiss 2. Wonderful Days 3. Mysterious Kiss -off vocal- 4. Wonderful Days -off vocal- | キタコレ                                          | FVCG-1372                                   |
| 2016年4月6日   | Brand New Star 1. Brand New Star 2. ラブ☆レボリュ 3. Brand New Star -off vocal- 4. ラブ☆レボリュ -off vocal- | MooNs                                             | FVCG-1373                                   |
| 2016年7月6日   | 鼓動*アンビシャス 1. 鼓動*アンビシャス 2. 明日は、今日より夢見よう 3. 鼓動*アンビシャス -Instrumental- 4. 明日は、今日より夢見よう -Instrumental- | B-PROJECT、キタコレ                               | SVWC-70173                                  |
| 2016年7月27日  | 星と月のセンテンス 1. 星と月のセンテンス 2. Starlight 3. 夢見るPOWER 4. 星と月のセンテンス -Instrumental- 5. Starlight -Instrumental- 6. 夢見るPOWER -Instrumental- | キタコレ、THRIVE、MooNs                           | SVWC-70174                                  |
| 2016年12月21日 | 無敵＊デンジャラス 1. 無敵＊デンジャラス 2. 永久パラダイス（14 Vocal ver） 3. 無敵＊デンジャラス（Short Size） 4. 永久パラダイス（Short Size） 5. 無敵＊デンジャラス 無敵＊デンジャラス -message from B- 6. 無敵＊デンジャラス（off Vocal） | B-PROJECT（キタコレ・THRIVE・MooNs・KiLLER KiNG） | 初回生産限定盤 SVWC-70217 通常盤 SVWC-70219 |
| 2016年12月21日 | Hungry Wolf 1. Hungry Wolf 2. Twinkle☆Bingo 3. 永久パラダイス KiLLER KiNG ver 4. Hungry Wolf (Off Vocal) 5. Twinkle☆Bingo (Off Vocal) | KiLLER KiNG                                       | SVWC-70216                                  |
| 2017年1月18日  | SUMMER MERMAID 1. SUMMER MERMAID 2. パノラマ 3. SUMMER MERMAID (Off Vocal) 4. パノラマ (Off Vocal) | MooNs                                             | SVWC-70220                                  |
| 2017年2月22日  | Needle No.6 1. Needle No.6 2. Tick-Tack 3. Needle No.6 (Off Vocal) 4. Tick-Tack (Off Vocal) | THRIVE                                            | SVWC-70222                                  |
| 2017年3月15日  | ワンダー☆フューチャー 1. ワンダー☆フューチャー 2. Vivid Scenery 3. ワンダー☆フューチャー (Off Vocal) 4. Vivid Scenery (Off Vocal) | キタコレ                                          | SVWC-70221                                  |
| 2017年3月15日  | Break it down 1. Break it down 2. Ready to YOU!! 3. Break it down (Off Vocal) 4. Ready to YOU!! (Off Vocal) | KiLLER KiNG                                       | SVWC-70223                                  |
| 2017年7月19日  | S級パラダイス BLACK 1. 【新曲】S級パラダイス／B-PROJECT 2. 【新曲】the one&only／THRIVE 3. 【新曲】Blooming Festa!／KiLLER KiNG 4. 無敵＊デンジャラス／B-PROJECT 5. Karma／キタコレ 6. 3･2･1 JUMP!!／THRIVE 7. Glory Upper／MooNs 8. 極上フィクション／KiLLER KiNG 9. Mysterious Kiss／キタコレ 10. dreaming time／THRIVE 11. ラブ☆レボリュ／MooNs 12. Twinkle☆Bingo／KiLLER KiNG 13. Vivid Scenery／キタコレ 14. Needle No.6／THRIVE 15. SUMMER MERMAID／MooNs 16. Break it down／KiLLER KiNG         | B-PROJECT                                         | 初回生産限定盤 USSW-0037 通常盤 USSW-0038   |
| 2017年7月19日  | S級パラダイス WHITE 1. 【新曲】S級パラダイス／B-PROJECT 2. 【新曲】時空の螺旋／キタコレ 3. 【新曲】PRAY FOR...／MooNs 4. 永久パラダイス／B-PROJECT 5. ワンダー☆フューチャー／キタコレ 6. LOVE ADDICTION／THRIVE 7. Brand New Star／MooNs 8. Ready to YOU!!／KiLLER KiNG 9. Wonderful Days／キタコレ 10. Tick-tack／THRIVE 11. パノラマ／MooNs 12. Hungry Wolf／KiLLER KiNG 13. 恋セヨ乙女／キタコレ 14. Maybe Love／THRIVE 15. Over The Rainbow／MooNs 16. キラキラスマイル／KiLLER KiNG               | B-PROJECT                                         | 初回生産限定盤 USSW-0039 通常盤 USSW-0040   |
| 2018年3月18日  | 超感デスティニー 1. 超感デスティニー／THRIVE 2. Lonely Fangs／金城剛士 3. ALL RIGHT!!／阿修悠太 4. LOVE GAME／愛染健十 5. 超感デスティニー (Off Vocal) 6. Lonely Fangs (Off Vocal) 7. ALL RIGHT!! (Off Vocal) 8. LOVE GAME (Off Vocal) | THRIVE                                            | USSW-87                                     |
| 2018年3月18日  | ファントム・オブ・ラブ 1. ファントム・オブ・ラブ／KiLLER KiNG 2. umbrella／寺光唯月 3. 絶頂的WANTED!／寺光遙日 4. ヒミツの恋／不動明謙 5. Breaking now／殿 弥勒 6. ファントム・オブ・ラブ (Off Vocal) 7. umbrella (Off Vocal) 8. 絶頂的WANTED! (Off Vocal) 9. ヒミツの恋 (Off Vocal) 10. Breaking now (Off Vocal) | KiLLER KiNG                                       | USSW-88                                     |
| 2018年5月16日  | GO AROUND 1. GO AROUND／MooNs 2. Daytime star／増長和南 3. Movin' on／音済百太郎 4. Let's have Fun♪／王茶利 暉 5. Never Surrender／野目龍広 6. Breath／釈村帝人 7. GO AROUND (Off Vocal) 8. Daytime star (Off Vocal) 9. Movin' on (Off Vocal) 10. Let's have Fun♪ (Off Vocal) 11. Never Surrender (Off Vocal) 12. Breath (Off Vocal) | MooNs                                             | USSW-89                                     |
| 2018年7月16日  | クランクイン 1. クランクイン／キタコレ 2. My Dearest Wish／北門倫毘沙 3. Poison Apple Soiree／是国竜持 4. クランクイン (Off Vocal) 5. My Dearest Wish (Off Vocal) 6. Poison Apple Soiree (Off Vocal) | キタコレ                                          | USSW-90                                     |
| 2018年7月16日  | 快感エブリディ 1. 快感エブリディ／B-PROJECT 2. After all this time／B-PROJECT 3. 快感エブリディ (Off Vocal) 4. After all this time (Off Vocal) | B-PROJECT                                         | 初回限定盤 USSW-0091 通常盤 USSW-0092       |
| 2019年10月30日 | Welcome to the GLORIA! 1. Welcome to the GLORIA！ 2. SECRET CODE 3. Welcome to the GLORIA！ -off vocal- 4. SECRET CODE -off vocal- | THRIVE                                            | 初回限定盤 USSW-0209 通常盤 USSW-0210       |
| 2019年11月13日 | １０秒ミライ 1. １０秒ミライ 2. ケセラセッラ 3. １０秒ミライ -off vocal- 4. ケセラセッラ -off vocal- | KiLLER KiNG                                       | 初回限定盤 USSW-0211 通常盤 USSW-0212       |
| 2019年11月27日 | Dancing Dancing 1. Dancing Dancing 2. ココロの地図 3. Dancing Dancing -off vocal- 4. ココロの地図 -off vocal- | MooNs                                             | 初回限定盤 USSW-0213 通常盤 USSW-0214       |
| 2019年12月11日 | Corazon 1. Corazon 2. 365Days 3. Corazon -off vocal- 4. 365Days -off vocal- | キタコレ                                          | 初回限定盤 USSW-0215 通常盤 USSW-0216       |
| 2020年3月25日  | KING of CASTE～Bird in the Cage～ 鳳凰学園高校ver. 1. Who is the King？ 2. Catharsis 3. Who is the King？ -Off Vocal- 4. Catharsis -Off Vocal- | B-PROJECT キタコレ+MooNs                          | 初回限定盤 USSW-0177 通常盤 USSW-0178       |
| 2020年3月25日  | KING of CASTE～Bird in the Cage～ 獅子堂高校ver. 1. Who is the King？ 2. I for you 3. Who is the King？ -Off Vocal- 4. I for you -Off Vocal- | B-PROJECT THRIVE+KiLLER KiNG                      | 初回限定盤 USSW-0179 通常盤 USSW-0180       |
| 2020年10月7日  | Wrap Wrap 1. Wrap Wrap 2. I'm your Ghost 3. Wrap Wrap -Off Vocal- 4. I'm your Ghost -Off Vocal- | THRIVE                                            | 初回限定盤 USSW-0258 通常盤 USSW-0259       |
| 2020年12月2日  | Supernova 特務部第壱翼竜隊ver. 1. Supernova Explosion 2. 創世Prelude 3. Supernova Explosion -Off Vocal- 4. 創世Prelude -Off Vocal- | B-PROJECT キタコレ+MooNs                          | 初回限定盤 USSW-0262 通常盤 USSW-0263       |
| 2020年12月2日  | Supernova 守護部零壱獣脚隊ver. 1. Supernova Explosion 2. ROAR 3. Supernova Explosion -Off Vocal- 4. ROAR -Off Vocal- | B-PROJECT THRIVE+KiLLER KiNG                      | 初回限定盤 USSW-0264 通常盤 USSW-0265       |
| 2021年1月6日   | Non stop fallin' love! 1. Non stop fallin' love! 2. 鏡のマスカレード 3. Non stop fallin' love! -off vocal- 4. 鏡のマスカレード -off vocal- | MooNs                                             | 初回限定盤 USSW-0266 通常盤 USSW-0267       |
| 2021年2月3日   | Life is Swingin' Groovin' Show 1. Life is Swingin' Groovin' Show 2. I think I'm in love 3. Life is Swingin' Groovin' Show -off vocal- 4. I think I'm in love -off vocal- | キタコレ                                          | 初回限定盤 USSW-0268 通常盤 USSW-0269       |
| 2021年10月27日 | 流星＊ファンタジア 1. 流星＊ファンタジア 2. Blue period 3. Seize your light 4. 流星＊ファンタジア ‐Off Vocal‐ 5. Blue period ‐Off Vocal‐ 6. Seize your light ‐Off Vocal‐ | B-PROJECT                                         | 初回限定盤 USSW-0319 通常盤 USSW-0320       |
| 2021年11月17日 | B with U ダイコクver. 1. Intro：B with U 2. 【新曲】Look At Me／MooNs 3. 【新曲】未来の行方／キタコレ 4. 【新曲】Love Union／THRIVE＆MooNs 5. I think I’m in love／キタコレ 6. ココロの地図／MooNs 7. クランクイン／キタコレ 8. 鏡のマスカレード／MooNs 9. Life is Swingin’ Groovin’ Show／キタコレ 10. Non stop fallin’ love!／MooNs 11. 365Days／キタコレ 12. Corazon／キタコレ 13. After all this time？／B-PROJECT 14. GO AROUND／MooNs 15. Dancing Dancing／MooNs 16. 快感＊エブリディ／B-PROJECT | B-PROJECT                                         | 初回限定盤 USSW-0301 通常盤 USSW-0302       |
| 2021年11月17日 | B with U ブレイブver. 1. Intro：B with U 2. Manifest／KiLLER KiNG 3. Feeling Good／THRIVE 4. Vectorial／キタコレ＆KiLLER KiNG 5. ケセラセッラ／KiLLER KiNG 6. I’m your Ghost／THRIVE 7. 10秒ミライ／KiLLER KiNG 8. After all this time？／B-PROJECT 9. Wrap Wrap／THRIVE 10. Good Liar／KiLLER KiNG 11. SECRET CODE／THRIVE 12. 虹色プリズム／KiLLER KiNG 13. 超感デスティニー／THRIVE 14. ファントム・オブ・ラブ／KiLLER KiNG 15. Welcome to the GLORIA！／THRIVE 16. 快感＊エブリディ／B-PROJECT     | B-PROJECT                                         | 初回限定盤 USSW-0303 通常盤 USSW-0304       |
|                | |                                                   |                                             |

## 外部連結
- B-PROJECT官方網站（页面存档备份，存于） （日語）
- B-PROJECT的X（前Twitter）
- 電視動畫「B-PROJECT～鼓動＊Ambitious～」官方網站（页面存档备份，存于） （日語）
- 電視動畫「B-PROJECT～鼓動＊Ambitious～」—朝日放送專頁（页面存档备份，存于） （日語）
- 電視動畫「B-PROJECT～鼓動＊Ambitious～」的X（前Twitter）
- 電視動畫「B-PROJECT～絕頂＊Emotion～」官方網站（页面存档备份，存于）（日語）